# Mùa len trâu
Mùa len trâu é um filme de drama vietnamita de 2004 dirigido e escrito por Minh Nguyen-Vo. Foi selecionado como representante do Vietnã à edição do Oscar 2005, organizada pela Academia de Artes e Ciências Cinematográficas.

## Elenco
- Antony Bert
- The Lu Le